# Luis Miguel: la serie
Luis Miguel: la serie es una serie de televisión biográfica iniciada en 2018, basada en la vida del cantante mexicano Luis Miguel. Cuenta con la autorización del propio cantante, y es producida por Gato Grande y MGM Television y se transmite en España y Latinoamérica por Netflix y en Estados Unidos por Telemundo. La primera temporada de la serie se estrenó el 22 de abril de 2018 y finalizó el 15 de julio del mismo año.
El 22 de abril de 2018, Carla González, showrunner de la serie, confirmó que la serie tendría una segunda temporada. El rodaje de ésta comenzó el 7 de enero de 2020. Sin embargo, se suspendió hasta nuevo aviso, debido a la pandemia de COVID-19, y el 21 de mayo del 2020 se anunció que se estrenaría en el 2021. El 23 de febrero del 2021, Netflix anunció que se estrenaría el 18 de abril. El 31 de mayo de 2021, se confirmó que la serie fue renovada para una tercera y última temporada.
El 28 de octubre fue estrenada la tercera y última temporada de la serie.

## Reparto
La primera foto oficial del reparto se publicó el 16 de noviembre de 2017.
- Diego Boneta como Luis Miguel
  - Izan Llunas como Luis Miguel (niño)
  - Luis de la Rosa como Luis Miguel (adolescente)[12][13]
- Óscar Jaenada como Luis "Luisito" Rey (Temporada 1, flashback Temporada 3)[14]
- Camila Sodi como Erika Camil[15] (Principal temporada 1 y 2)
- Anna Favella como Marcela Basteri (Temporada 1 y 3)[16]
- Juanpa Zurita como Alejandro Basteri (recurrente, temporada 1; principal, temporada 2)[17]
- Paulina Dávila como Mariana Yazbek (Temporada 1)[15]
- César Bordón como Hugo López[18]
- Vanessa Bauche como Rosy Esquivel (Temporada 1)[18]
- Andrés Almeida como Armando Serna[18]
- Arturo Barba como El Tigre Azcárraga, basado en Emilio Azcárraga Milmo
- Mario Zaragoza como Arturo Durazo Moreno
- José Riaza como Martín Costa
- Lola Casamayor como Matilde
- César Santa Ana como Marcos Alejandro McCluskey[19]
- Lidia San José como Ana
- Hugo Catalán como El Moro
- Sergio Lanza como Juan Carlos Calderón
- Martín Bello como Tito (temporada 1; recurrente, temporada 2)
- Javier Moyano como Juan Pascual
- Alfonso Borbolla como Raúl Velasco
- Alexis Ortega como Burro, basado en Jorge Van Rankin
- Sofía Castro como Paulina López Portillo Romano
- Javier Gómez como Jaime Camil Sr.
- Pilar Santacruz como Sophie
- Ana Abarca como Paulina (temporada3)
- Corina Acosta como Lucerito
- Jorge Antonio Guerrero como Cadete Tello
- Amparo Barcia como Sasha Sökol
- Rodolfo Arias como Jaime Ortiz
- Fernando Guallar como Mauricio Ambrosi (temporada 2)[20]
- Macarena Achaga como Michelle Salas (temporada 2)
- León Peraza como Andrés García
- Isabel Burr como Adela Noriega
- Sacha Marcus como Pedro
- Jack Duarte como Cris Váldes (temporada 2)
- Fátima Molina como Paola Moreno (temporada 2)
- Pablo Cruz Guerrero como Patricio Robles (temporada 2)
- Jade Ewen como Mariah Carey (temporada 3)
- Carlos Ponce como Miguel Alemán Magnani (temporada 3)

## Rodaje
El anuncio de la serie tuvo lugar el 4 de mayo de 2017 y contó con la aparición del propio Luis Miguel. La producción inició el 8 de noviembre del 2017 y concluyó su grabación en marzo de 2018.
El anuncio de la segunda temporada tuvo lugar el 18 de abril del 2021. La producción inició el 13 de febrero de 2020 pero por pandemia se detuvo el 16 de marzo del 2020 y se retomó el 25 de enero de 2021 y concluyó su grabación el 11 de marzo de 2021.
El anuncio de la tercera temporada tuvo lugar en el último capítulo de la segunda temporada. La producción inició el 9 de julio de 2021 y concluyó su grabación el 27 de agosto de 2021.

## Emisión
| Temporada | Temporada | Episodios | Episodios | Lanzamiento original  | Lanzamiento original  |
| Temporada | Temporada | Episodios | Episodios | Primera emisión       | Última emisión        |
| --------- | --------- | --------- | --------- | --------------------- | --------------------- |
|           | 1         | 13        | 13        | 22 de abril de 2018   | 15 de julio de 2018   |
|           | 2         | 8         | 8         | 18 de abril de 2021   | 30 de mayo de 2021    |
|           | 3         | 6         | 6         | 28 de octubre de 2021 | 28 de octubre de 2021 |

El 9 de abril de 2018, Telemundo publicó a través de su sitio web Now Telemundo una vista previa del primer episodio titulado «Primera mirada». El primer episodio de la serie se estrenó el 12 de abril de 2018 durante una proyección exclusiva celebrada en Beverly Hills, California, como parte de la presentación de la serie. Su estreno oficial fue el 22 de abril de 2018 en Telemundo a las 9 p. m./8c, y en España y América Latina en Netflix después de su emisión en televisión, cada episodio se transmitió durante todos los domingos.

## Premios y nominaciones
| Año  | Premio                             | Categoría                                                    | Nominado | Resultado | Ref.          |
| ---- | ---------------------------------- | ------------------------------------------------------------ | --- | --------- | ------------- |
| 2018 | Premios Fénix                      | Mejor Serie                                                  | Mejor Serie | Nominado  | [ 28 ]        |
| 2018 | Premios Fénix                      | Mejor Elenco de Serie                                        | Mejor Elenco de Serie | Nominado  | [ 28 ]        |
| 2018 | Produ Awards                       | Mejor Serie                                                  | Mejor Serie | Nominada  | [ 29 ] [ 30 ] |
| 2018 | Produ Awards                       | Mejor Actor - Serie, Superserie o Telenovela                 | Óscar Jaenada | Ganador   | [ 29 ] [ 30 ] |
| 2018 | Produ Awards                       | Mejor Actor - Serie, Superserie o Telenovela                 | Diego Boneta | Nominado  | [ 29 ] [ 30 ] |
| 2018 | Produ Awards                       | Mejor Actriz de Reparto - Serie, Superserie o Telenovela     | Anna Favella | Nominada  | [ 29 ] [ 30 ] |
| 2018 | Produ Awards                       | Mejor Actriz de Reparto - Serie, Superserie o Telenovela     | Camila Sodi | Nominada  | [ 29 ] [ 30 ] |
| 2018 | Produ Awards                       | Mejor Actriz de Reparto - Serie, Superserie o Telenovela     | Paulina Dávila | Nominada  | [ 29 ] [ 30 ] |
| 2018 | Produ Awards                       | Mejor Actor Revelación - Serie, Superserie o Telenovela      | Juan Pablo Zurita | Nominado  | [ 29 ] [ 30 ] |
| 2018 | Produ Awards                       | Mejor Actor - Estrategia Digital                             | Juan Pablo Zurita | Nominado  | [ 29 ] [ 30 ] |
| 2018 | Produ Awards                       | Mejor Actor - Estrategia Digital                             | Diego Boneta | Ganador   | [ 29 ] [ 30 ] |
| 2018 | Produ Awards                       | Mejor Actriz - Estrategia Digital                            | Camila Sodi | Nominada  | [ 29 ] [ 30 ] |
| 2018 | Produ Awards                       | Mejor Director - Serie, Superserie o Telenovela              | Humberto Hinojosa y Natalia Beristáin | Nominados | [ 29 ] [ 30 ] |
| 2018 | Produ Awards                       | Mejor Productor - Serie, Superserie o Telenovela             | Carla González | Nominada  | [ 29 ] [ 30 ] |
| 2018 | Produ Awards                       | Mejor Director de Fotografía- Serie, Superserie o Telenovela | Marc Bellver | Ganador   | [ 29 ] [ 30 ] |
| 2018 | Produ Awards                       | Mejor Apertura de Programa                                   | Gato Grande y MGM | Nominados | [ 29 ] [ 30 ] |
| 2018 | Produ Awards                       | Mejor Programa con Estrategia Digital                        | Mejor Programa con Estrategia Digital | Nominada  | [ 29 ] [ 30 ] |
| 2019 | Premio Unión de Actores y Actrices | Mejor Actor en una Producción Internacional                  | Óscar Jaenada | Nominado  | [ 31 ]        |
| 2019 | Premios Platino                    | Mejor Interpretación Masculina en Miniserie o Teleserie      | Diego Boneta | Nominado  | [ 32 ]        |
| 2021 | Premios Produ                      | Mejor Serie Dramática                                        | Mejor Serie Dramática | Nominada  | [ 33 ] [ 34 ] |
| 2021 | Premios Produ                      | Mejor Actor Principal - Serie y Miniserie                    | Diego Boneta | Nominado  | [ 33 ] [ 34 ] |
| 2021 | Premios Produ                      | Mejor Actor de Reparto - Serie y Miniserie                   | César Bordón | Ganador   | [ 33 ] [ 34 ] |
| 2021 | Premios Produ                      | Mejor Actriz de Reparto - Serie y Miniserie                  | Camila Sodi | Nominada  | [ 33 ] [ 34 ] |
| 2021 | Premios Produ                      | Mejor Actriz de Reparto - Serie y Miniserie                  | Lola Casamayor | Nominada  | [ 33 ] [ 34 ] |
| 2021 | Premios Produ                      | Mejor Actor Revelación                                       | Axel Llunas | Nominado  | [ 33 ] [ 34 ] |
| 2021 | Premios Produ                      | Mejor Actriz Revelación                                      | Valery Sais | Nominada  | [ 33 ] [ 34 ] |
| 2021 | Premios Produ                      | Mejor Director - Serie y Miniserie                           | Humberto Hinojosa | Ganador   | [ 33 ] [ 34 ] |
| 2021 | Premios Produ                      | Mejor Showrunner                                             | Pablo Cruz | Nominado  | [ 33 ] [ 34 ] |
| 2021 | Premios Produ                      | Mejor Productor de Ficción                                   | Antonio Cué Sánchez-Navarro, José Luis Ramírez, Daniel Krauze, Luis Miguel Gallego Basteri, Miguel Alemán Magnani, Carolina Leconte, Diego Boneta, Pablo Cruz, Carla González Vargas y Mark Burnett | Nominados | [ 33 ] [ 34 ] |
| 2021 | Premios Produ                      | Mejor Director de Fotografía                                 | Marc Bellver | Nominado  | [ 33 ] [ 34 ] |
| 2021 | Premios Produ                      | Mejor Recreación de Época                                    | Solange Abreu, Joaquín de la Riva y Bill Corso | Ganadores | [ 33 ] [ 34 ] |

## Banda sonora
La banda sonora de la serie, titulada Luis Miguel La Serie Soundtrack, fue lanzada el 22 de abril de 2018.

### Lista de canciones
| N.º | Título                                                        | Duración |  |
| 1.  | «Ahora Te Puedes Marchar» (Diego Boneta)                      | 3:12     |  |
| 2.  | «Cuando Calienta el Sol» (Diego Boneta)                       | 3:59     |  |
| 3.  | «Fría Como el Viento» (Diego Boneta)                          | 3:49     |  |
| 4.  | «Un Hombre Busca Una Mujer» (Diego Boneta)                    | 3:33     |  |
| 5.  | «La Malagueña» (Izan Llunas)                                  | 4:08     |  |
| 6.  | «Frente a una Copa de Vino» (Izan Llunas)                     | 2:15     |  |
| 7.  | «Culpable o No (Miénteme Como Siempre)» (Diego Boneta)        | 3:56     |  |
| 8.  | «La Chica del Bikini Azul» (Diego Boneta)                     | 3:00     |  |
| 9.  | «Yo que no vivo sin ti» (Diego Boneta)                        | 3:28     |  |
| 10. | «La Incondicional» (Diego Boneta)                             | 4:20     |  |
| 11. | «1 + 1 = Dos Enamorados» (Izan Llunas)                        | 3:33     |  |
| 12. | «Será que no me amas (Blame It On the Boogie)» (Diego Boneta) | 4:08     |  |
| 13. | «Tengo Todo Excepto a Ti» (Diego Boneta)                      | 4:35     |  |
| 14. | «Alguien Como Tú (Somebody In Your Life)» (Diego Boneta)      | 4:05     |  |
| 15. | «Palabra de honor» (Diego Boneta)                             | 3:41     |  |
| 16. | «No Me Platiques Más» (Diego Boneta)                          | 3:36     |  |
| 17. | «Mamá, Mamá» (Izan Llunas)                                    | 3:09     |  |
| 18. | «Decídete» (Izan Llunas)                                      | 3:05     |  |
| 19. | «No Me Puedes Dejar Así» (Izan Llunas)                        | 3:30     |  |
| 20. | «Todo el Amor del Mundo» (Izan Llunas)                        | 2:42     |  |
| 21. | «Marcela» (Izan Llunas)                                       | 2:51     |  |

### Certificaciones
| País (organismo certificador) | Certificación | Unidades certificadas |
| ----------------------------- | ------------- | --------------------- |
| México (AMPROFON)             | Oro           | 30 000                |